# Cupa României 1971-1972
La Cupa României 1971-1972 è stata la 34ª edizione della coppa nazionale la cui fase finale fu disputata tra il 1º marzo e il 2 luglio 1972 e conclusa con la vittoria della Rapid Bucarest, al suo ottavo titolo.

## Formula
La competizione si svolse ad eliminazione diretta in gara unica. Parteciparono le squadre delle serie inferiori e, a partire dai sedicesimi di finale, quelle della massima serie.

## Sedicesimi di finale
Gli incontri si disputarono dal 1º al 9 marzo 1972.
| Squadra 1             | Risultato | Squadra 2             |
| --------------------- | --------- | --------------------- |
| Politehnica Timișoara | 2 - 0     | Steaua Bucarest       |
| Petrolistul Boldești  | 1 - 2 dts | ASA Târgu Mureș       |
| Tractorul Brașov      | 3 - 0     | Politehnica Iași      |
| Metalul București     | 1 - 0     | Steagul Roșu Brașov   |
| Dunărea Calafat       | 2 - 0     | Petrolul Ploiești     |
| FC Galați             | 2 - 1 dts | Farul Constanța       |
| Cimentul Medgidia     | 0 - 2     | CFR Cluj              |
| Petrolul Moinești     | 1 - 4     | Dinamo Bucarest       |
| Textila Odorhei       | 0 - 3     | Jiul Petroșani        |
| Metalul Plopeni       | 1 - 2     | Crișul Oradea         |
| Olimpia Râmnicu-Sărat | 0 - 3     | FC Argeș Pitești      |
| Olimpia Satu-Mare     | 2 - 1     | Universitatea Craiova |
| CFR Timișoara         | 0 - 1 dts | Sport Club Bacău      |
| Minaur Zlatna         | 0 - 0 dts | Rapid Bucarest        |
| Minerul Baia-Mare     | 0 - 0 dts | Universitatea Cluj    |
| Unirea Drăgășani      | 2 - 0     | FC UTA Arad           |

## Ottavi di finale
Gli incontri si disputarono il 15 marzo 1972.
| Squadra 1             | Risultato | Squadra 2          |
| --------------------- | --------- | ------------------ |
| Politehnica Timișoara | 1 - 1 dts | Crișul Oradea      |
| Jiul Petroșani        | 1 - 0     | Sport Club Bacău   |
| Metalul București     | 3 - 1     | FC Argeș Pitești   |
| Olimpia Satu-Mare     | 0 - 2     | ASA Târgu Mureș    |
| FC Galați             | 0 - 0 dts | Universitatea Cluj |
| Unirea Drăgășani      | 0 - 2     | Rapid Bucarest     |
| Tractorul Brașov      | 2 - 3     | Dinamo Bucarest    |
| Dunărea Calafat       | 0 - 2     | CFR Cluj           |

## Quarti di finale
Gli incontri si disputarono il 29 marzo 1972.
| Squadra 1         | Risultato | Squadra 2             |
| ----------------- | --------- | --------------------- |
| Rapid Bucarest    | 1 - 0 dts | FC Galați             |
| Jiul Petroșani    | 4 - 1     | CFR Cluj              |
| Metalul București | 4 - 1     | ASA Târgu Mureș       |
| Dinamo Bucarest   | 2 - 0     | Politehnica Timișoara |

## Semifinali
Gli incontri si disputarono il 28 giugno 1972.
| Squadra 1      | Risultato | Squadra 2         |
| -------------- | --------- | ----------------- |
| Rapid Bucarest | 3 - 2     | Metalul București |
| Jiul Petroșani | 7 - 6 dr  | Dinamo Bucarest   |

## Finale
La finale si giocò a Bucarest il 2 luglio 1972.
| Arbitro: | Gheorghe Limona (Bucarest) |

|                                      |           |  |
| Stelian Marin 3’ Alexandru Neagu 27’ | Marcatori |  |